# IS tenkovi
IS tenkovi  (IS ćirilično "ИС", znači Joseph Stalin ili Josif Staljin ćirilično "Јосиф Стаљин") su serija teških tenkova razvijenih kao naslednici KV-serije u SSSRu tokom Drugog Svetskog rata. Nazvani su po tadašnjem vođi Josifu Staljinu. Težak tenk je dizajniran sa debelim oklopom da bi parirao tenkovima Trećeg rajha. Naoruzan 88mm glavnim topom koji je bio u mogućnosti da porazi Nemacke Tiger i Panter tenkove. Bio je jurišni tenk, naoružan razornom granatom korisnom protiv barikada i bunkera. IS-2 ušao je u upotrebu aprila 1944, Crvena armija ih je koristila u bici za Berlin u poslednjoj etapi rata.

## Razvoj i dizajn

### KV-85 i IS-1
KV-1 je kritikovan od svoje posade zbog lose pokretljivosti i nedostataka u odnosu na srednji T-34 tenk. Bio je mnogo skuplji nego T-34, bez sjajnih borbenih performansi. To je nateralo Moskvu da naredi proizvodnju ovog tenka zameni sa T-34, sto je postojanje KV-1 dovelo do ivice nestanka zbog svakodnevnih gubitaka. 1942 ovaj problem je delimično rešen pojavom modela KV-1s, lakšeg i bržeg tenka. Proizvodnja KV-1s je postepeno smenjena sa SU-152 i konačno završena aprila 1943. Ipak, zarobljavanje Nemačkog Tiger tenka januara 1943 dovelo je do odluke za razvoj novog teškog tenka, kome je dato kodirano ime Objekat 237.
U pogledu proteklih tenkovskih sukoba u leto 1943, dok je Objekat 237 još razvijan, tim sovjetskih inženjera je naložio stvaranje privremenog KV tenka, KV-85, koji je bio naoružan istim oružijem kao SU-85, topom od 85 mm koje je omogućilo razaranje moćnijeg Tigar I tenka sa čak 1000 metara. KV-85 je kreiran na započetom projektu Objekat 237 sa modifikovanom KV-1s kupolom. Ovo je zahtevalo povećanje prečnika osovine kupole i dodavanje dodatnog prostora na bočnim ivicama tenka. Mesto radio operatera je izbačeno a na njegovom mestu su stajali sanduci većih projektila. Zatim je kupola premeštena na suprotnu stranu ispred vozača, tako da je vozač postao i operator kupole. Ovim projektom Sovjetska industrija je bila u mogućnosti da pre završetka 1943. proizvede tenk koji je mogao da parira Nemačkom Tiger I tenku. Kratka proizvodnja od samo 148 primeraka koji su već u septembru 1943. izašli na front završila se u decembru iste godine. Završen prototip Objekta 237 pokazao se kao evolucija teških tenkova i nazvan je KV-13, kasnije u proizvodnji preimenovan u IS-85. Prvi primerak napravljen je u oktobru 1943. i odmah je ubačen u službu. Proizvodnja je završena u oktobru 1944. Dizajn mu je pojednostavljen u IS-1, posle predstavljanja preimenovanog u IS-2 za sigurnosne potrebe.

### IS-2
IS-122 prototip zamenio je IS-85, i počela je masovna proizvodnja pod imenom IS-2. 85 mm top bio je rezervisan za novi lakši tenk T-34-85 i za neke rekonstruisane IS-1s tenkove, međutim ubrzo je našao primenu i na novom IS-2 tenku.
Glavna verzija IS-2 je bio model sa moćnim A-19 topom. Bio je lakši i brži od početnog KV modela iz 1942. sa poboljšanim prednjim oklopom i mnogo upečatljivijim dizajnom. Mogao je da nosi teži oklop od svog predhodnika i da pri tom ostane lakši i brži od njega. Oklop KV modela bio je manje oblikovan i veoma težak na zadnjem delu tenka, dok je na IS seriji oklop uglavnom fokusiran na prednjem delu tenka. IS-2 je bio za nijansu laksi od Nemačkog Pantera i mnogo laksi od Tiger serije.
Zapadni posmatrači su imali tendenciju da kritikuju Sovjetski tenk zbog njegovog nedostatka zaštite i sirove izgradnje. Sovjeti su odgovorili da su svi nedostaci opravdani obzirom na kratak život tenkova na bojnom polju.
Plan zaštite IS-2 modela 1943 i 1944 bio je zaštita spreda i odozgo. Ranije su se mogli prepoznati po veoma malom otvarajućem viziru za vozača. Rani tenkovi nisu imali planirane mitraljeze na kupolama za odbranu iz vazduha, što je na ovom modelu promenjeno. Prema statističarima bojnog polja IS-2 i Tiger su bili ravnopravni na udaljenostima ispod 1000 m. Efikasnost na većim udaljenostima zavisila je isključivo od snalažljivosti posade tenka.
Kasnije unapređen model IS-2 (model iz 1944) imao je ugrađen moćni A-19 top koji se punio brže, bio mnogo precizniji kod okretanja kupole i sa boljom kontrolom ispaljivanja. Prednji oklop zamenjen je sa jednodelnom pločom debljine 120 mm montiranom pod uglom od 60 stepeni. Ostale manje nadogradnje uključivale su dodatna zaključavanja kupole, širu kabinu i protiv-avionski mitraljez.
Sredinom 1950-tih, preostali IS-2 tenkovi su modernizovani i osposobljeni za borbu na kratkim razdaljinama. Glavna promena bila je skladištenje goriva koje je realizovano spoljnim rezervoarom na zadnjem delu tenka. Ovakvo rešenje rezervoara u budućnosti se nije pokazalo kao najbolje. Valjkasti rezervoar je uvek predstavljao laku metu za bilo koji tip oružja.

### IS-3
Postojala su dva tenka poznatija kao IS-3. IS-3 (Objekat 244) je u osnovi IS-2 sa izmenama u vidu naoružanja. U odnosu na IS-2 naoružan je topom 85mm sa dugačkom cevi (D-5T-85-BM). Projektovan je u Lenjingradu i nije podržan od strane vojne uprave za ulazak u službu. Projektovan je kasne 1944, a fabriku je napusito u maju 1945.. Ovaj tenk je imao ojačan oklop u odnosu na predhodnika i poluloptastu kupolu koja je postala zaštitni znak sovjetskih tenkova posle rata. Ovakav oblik kupole imao je poboljšanu zaštitu, takođe je značajno smanjen prostor za glavu. Spuštena kupola je takođe ograničila maksimalne performanse topa, pogotovo u bočnim dejstvovanjima sa topom. Kao rezultat IS-3 nije bio u stanju da stvori prednost u odnosu na zapadne tenkove.Zbog skučenijeg prostora i punjenje je postalo sporije što je takodje uticalo na efikasnost topa ali naspram manjih smetnji otpornost kupole u odnosu na predhodni model je bila mnogo veća. Proizvodnja u vreme rata imala je kao rezultat mnoge mehaničke probleme.
Prvo javno predstavljanje IS-3 bilo je u septembru 1945 tokom vojne parade u Berlinu kao deo 71-ve tenkovske brigade. Ali IS-3 je stigao prekasno da front da bi ušao u borbene akcije.
Godine 1960. IS-3 je modernizovan u IS-3M koji je i danas u upotrebi u nekim zemljama.

### IS-4
Postoje dva različita modela poznata kao IS-4. Jedan od njih je (Objekat 245) je u osnovi IS-2 sa izmenama u vidu naoružanja. U odnosu na IS-2 naoružan je topom 100mm sa dugačkom cevi (D-10T). IS-4 je projektovan kao novo vozilo boljih performansi od IS-3 ali istog dizajna. Na ovom modelu IS-4 ugrađena je izdužena kupola IS-2 sa dodatnim točkovima za kretanje po putu koje je pokretao poboljšani dizel motor. Oklop je pojačan na svim delovima tenka. Nekoliko alternativnih oružja je napravljeno u vojnim istraživačkim centrima, međutim zadržana je osnova originalnog topa 122mm sa IS-2 tenka. Takođe je uložen veliki trud da se iskoriste informacije dobijene proučavanje Nacističkog Panzer V Panther tenka, sto je prouzrokovalo dosta izmena na drugom IS-4 agregatu. Masovna proizvodnja odobrena je 1947. i trajala je do 1949 i u ovom periodu napravljeno je 240 primeraka. Većina ih je premeštena na daleki istok Rusije. 1949 godine je obustavljena proizvodnja i iste godine tenkovi su povučeni iz službe.

## Izbor oružja
Dva kanditata za oružje bili su 122mm top M1931(A-19) i 100mm jurišni top M1944(BS-3). BS-3 je imao veću komoru i bolji oklop cevi ali i manje upotrebljivi visoko eksplozivni projektil. Takodje, BS-3 je bilo relativno novo oružije malih zaliha, dok je sa druge strane A-19 top bio godinama u proizvodnju uključujući i municiju. U poređenju sa klasičnim F-34 tenkovskim topom, A-19 je proizvodio 5 puta više energije ispaljivanja i slične preciznosti kao top montiran na Nacističkom Tiger II tenku.
Posle testiranja oba topa, predhodnik je izabran kao glavno oružje novih tenkova. Primarno zato što je bio spreman i dostupan i zbog velike razorne granate koja je imala velikih efekata u borbi protiv Nacista. A-19 koristi granatu koja se sastoji od projektila i eksplozivnog punjenja. Kao rezultat je dobijen manji vremenski razmak u ispaljivanju granata. Top je bio veoma moćan, na testu koji je izveden gađanjem cilja sa 2500m top se pokazao kao veoma razorno oružije ako se nalazi u veštim rukama…
U izveštaju 5. oktobra 1944 pominje se superiorni domet A-19 topa u odnosu na Nacistički Panter tenk. Na doboroj poziciji A-19 je mogao dejstvovati po svakoj vrsti tenka pre nego što mu se približe. Projektil je mogao da probije oklop Nemačkih Panter tenkova sa bilo koje razdaljine.

## IS u poređenju sa drugim Sovjetskim tenkovima
|                       | T-35                | T-100        | SMK          | KV-1 M1940        | KV-1 M1941   | KV-1 M1942    | KV-1S M1942   | KV-85 M1943 | IS-2 M1945   | IS-3 M1945    |
| --------------------- | ------------------- | ------------ | ------------ | ----------------- | ------------ | ------------- | ------------- | ----------- | ------------ | ------------- |
| Posada                | 12                  | 7            | 7            | 5                 | 5            | 5             | 5             | 4           | 4            | 4             |
| Težina(tona)          | 45                  | 58           | 55           | 43                | 45           | 47            | 42.5          | 46          | 46           | 46.5          |
| Top                   | 76.2 mm M. 27/32    | 76.2 mm L-11 | 76.2 mm L-11 | 76.2 mm F-32      | 76.2 mm F-34 | 76.2 mm ZiS-5 | 76.2 mm ZiS-5 | 85 mm D-5T  | 122 mm D-25T | 122 mm D-25T  |
| Granata               | 100                 | –            | –            | 111               | 111          | 114           | 114           | 70          | 28           | 28            |
| Drugo naoružanje      | 2×45 mm 5×7.62 mm   | 45 mm        | 45 mm        | 2×DT              | 4×DT         | 4×DT          | 4×DT          | 3×DT        | 2×DT, DShK   | 2×DT, DShK    |
| Motor                 | 500 hp M-17M benzin | 500 hp       | 850 hp AM-34 | 600 hp V-2K dizel | 600 hp V-2   | 600 hp V-2    | 600 hp V-2    | 600 hp V-2  | 600 hp V-2   | 600 hp V-2-IS |
| Gorivo (litar)        | 910                 | –            | –            | 600               | 600          | 600           | 975           | 975         | 820          | 520 + 270     |
| Brzina na putu (km/h) | 30                  | 35           | 36           | 35                | 35           | 28            | 45            | 40          | 37           | 37            |
| Domet (km)            | 150                 | –            | 150          | 335               | 335          | 250           | 250           | 250         | 240          | 150 (225)     |
| Oklop (mm)            | 11–30               | 20–70        | 20–60        | 25–75             | 30–90        | 20–130        | 30–82         | 30–160      | 30–160       | 20–220        |

## Literatura
- Jentz, Thomas (1995). Germany's Panther Tank: The Quest for Combat Supremacy. Schiffer Military History. стр. 128. ISBN 978-0-88740-812-0.
- Zaloga, Steven. KV-1 & 2: Heavy Tanks 1939–1945.
- Baryatinsky, Mikhail (2006). The IS Tanks. Hersham, Surrey: Ian Allen Publishing. ISBN 978-0-7110-3162-3.
- Jentz, Thomas (1995). Germany's Panther Tank: The Quest for Combat Supremacy. Atglen, PA: Schiffer Publishing. ISBN 978-0-88740-812-0.
- Perrett, Bryan (1987). Soviet Armour Since 1945. London: Blandford Press. ISBN 978-0-7137-1735-8.
- Sewell, Stephen ‘Cookie’ (2002). “Red Star – White Elephant?” in Armor, July–August 2002. pp. 26–32. Fort Knox, KY: US Army Armor Center. ISSN 0004-2420
- Zaloga, Steven (1996). KV-1 & 2 Heavy Tanks 1939-45. Osprey Publishing (UK). ISBN 978-1-85532-496-1.
- Zaloga, Steven (1994). IS-2 Heavy Tank 1944-1973. Osprey Publishing (UK). ISBN 978-1-85532-396-4.
- Zaloga, Steven; Grandsen, James (1984). Soviet Tanks and Combat Vehicles of World War Two. London: Arms and Armour Press. ISBN 978-0-85368-606-4.
- Железный марш [Iron March] (на језику: руски). ww2.kulichki.ru.

## Spoljašnje veze
- Battlefield.ru: JS-1 and JS-2 Development history, Combat employment, Comparison to German tanks Архивирано на веб-сајту  (30. октобар 2011), Stripping the JS-2 -top view, Stripping the JS-2 -bottom view, JS-3 History Архивирано на веб-сајту  (23. фебруар 2013), Soviet Heavy Tanks Specification Архивирано на веб-сајту  (30. октобар 2011), Last Heavy Tanks of the USSR Архивирано на веб-сајту  (2. новембар 2013) (JS-4 through JS-10, or T-10)
- OnWar: IS-1, IS-2, IS-3
- IS-2M Photobook (PDF)
- M.Baryatinsky. History of IS-2 tanks (Russian)
- Picture of IS-2 bearing Polish markings.
- IS-7 model 1948 Архивирано на веб-сајту  (9. август 2016)
- IS tanks, in museums and monuments.
- IS-3 "test drive" (video)
- AWACS Tank Guide: IS-7 - Beginner's Guides & Tutorials